# Віннебейго (Іллінойс)
Віннебейго (англ. Winnebago) — селище (англ. village) в США, в окрузі Віннебаґо штату Іллінойс. Населення — 2940 осіб (2020).

## Географія
Віннебейго розташоване за координатами 42°16′2″ пн. ш. 89°14′2″ зх. д. / 42.26722° пн. ш. 89.23389° зх. д. (42.267137, -89.233799).  За даними Бюро перепису населення США в 2010 році селище мало площу 5,04 км², уся площа — суходіл.

## Демографія
Згідно з переписом 2010 року, у селищі мешкала 3101 особа в 1144 домогосподарствах у складі 898 родин. Густота населення становила 615 осіб/км².  Було 1180 помешкань (234/км²).
Расовий склад населення:
| - 96,7 % — білих - 1,0 % — чорних або афроамериканців - 0,4 % — азіатів - 0,2 % — корінних американців |

До двох чи більше рас належало 1,2 %. Частка іспаномовних становила 1,8 % від усіх жителів.
За віковим діапазоном населення розподілялося таким чином: 27,6 % — особи молодші 18 років, 60,8 % — особи у віці 18—64 років, 11,6 % — особи у віці 65 років та старші. Медіана віку мешканця становила 39,4 року. На 100 осіб жіночої статі у селищі припадало 95,5 чоловіків;  на 100 жінок у віці від 18 років та старших — 89,5 чоловіків також старших 18 років.
Середній дохід на одне домашнє господарство  становив 81 768 доларів США (медіана — 70 417), а середній дохід на одну сім'ю — 93 497 доларів (медіана — 77 143). Медіана доходів становила 51 958 доларів для чоловіків та 44 524 долари для жінок. За межею бідності перебувало 5,8 % осіб, у тому числі 7,3 % дітей у віці до 18 років та 15,9 % осіб у віці 65 років та старших.
Цивільне працевлаштоване населення становило 1676 осіб. Основні галузі зайнятості: освіта, охорона здоров'я та соціальна допомога — 25,4 %, виробництво — 22,1 %, роздрібна торгівля — 8,9 %, фінанси, страхування та нерухомість — 7,8 %.